# Cécile Jarousseau
Pour les articles homonymes, voir Jarousseau.
Cécile Jarousseau, née le 13 mars 1993 à Cholet, est une coureuse de fond française spécialisée en cross-country. Elle a remporté les titres de championne de France de course en montagne 2023 et championne de France de cross-country 2024.

## Biographie
Cécile Jarousseau découvre l'athlétisme en accompagnant sa sœur à ses entraînements. Elle se spécialise dans les épreuves de demi-fond.
Le 21 juillet 2012, elle s'illustre sur la scène nationale en remportant le titre de championne de France junior sur 3 000 mètres.
L'année suivante, elle s'illustre dans la discipline du cross-country lors des championnats de France de la discipline à Lignières. Prenant un bon départ, elle perd une de ses chaussures après 400 mètres. Comme la puce de chronométrage est accrochée à cette dernière, Cécile Jarousseau poursuit la course, chaussure à la main. Elle parvient à continuer sur son rythme et remporte le titre espoirs à sa propre surprise.
Le 13 décembre 2015, elle prend part aux championnats d'Europe de cross-country à Hyères dans la catégorie espoirs. Elle s'y classe 24e et remporte la médaille d'argent au classement par équipes.
Elle est ensuite victime d'une fracture de fatigue ainsi que de douleurs au tendon d'Achille. Elle décide de mettre sa carrière sportive entre parenthèses et effectue un tour du monde avec son compagnon entre 2016 et 2018. À son retour, elle se remet à pratiquer la course à pied. Elle s'installe à Font-Romeu en 2020 et change de méthode d'entraînement avec Pierre Pontivi.
En 2023, elle s'essaie avec succès à la course en montagne. Le 14 mai, elle crée la surprise lors des championnats de France de course en montagne à SuperDévoluy. Elle parvient à accrocher les grandes favorites Christel Dewalle et Élise Poncet puis accélère en fin de course pour s'offrir le titre. Sélectionnée pour les championnats du monde de course en montagne et trail à Innsbruck, elle réalise une solide course dans l'épreuve de montée et descente. Elle termine meilleure Française en neuvième position et remporte la médaille de bronze au classement par équipes avec Christel Dewalle et Élise Poncet. Le 10 décembre, elle s'illustre à nouveau dans sa discipline de prédilection lors des championnats d'Europe de cross-country à Bruxelles. Elle parvient à courir sur un rythme soutenu et se classe meilleure Française à la septième place.
Le 10 mars 2024, elle fait étalage de son talent lors des championnats de France de cross-country à Cap'Découverte. Profitant de l'absence de la tenante du titre Manon Trapp, elle court en tête aux côtés de Léonie Périault puis accélère en fin de course pour s'assurer de son premier titre national dans la discipline.

## Palmarès

### Route/cross
| Année | Compétition                             | Lieu             | Place | Épreuve       | Temps       |
| ----- | --------------------------------------- | ---------------- | ----- | ------------- | ----------- |
| 2019  | Corrida de Pacé                         | Pacé             | 1re   | 10 kilomètres | 34 min 26 s |
| 2023  | Prom'Classic                            | Nice             | 2e    | 10 kilomètres | 32 min 51 s |
| 2023  | Championnats de France de cross-country | Carhaix-Plouguer | 2e    | Cross long    | 34 min 8 s  |
| 2023  | Championnats de France du 10 kilomètres | Houilles         | 2e    | 10 kilomètres | 33 min 9 s  |
| 2023  | Championnats d'Europe de cross-country  | Bruxelles        | 7e    | Cross-country | 34 min 8 s  |
| 2024  | Championnats de France de cross-country | Cap'Découverte   | 1re   | Cross long    | 34 min 20 s |
| 2024  | Championnats du monde de cross-country  | Belgrade         | 47e   | Individuel    | 35 min 10 s |

### Course en montagne
| no  | féminin           | Course                                                           | Longueur | Départ            | Temps           |
| --- | ----------------- | ---------------------------------------------------------------- | -------- | ----------------- | --------------- |
| 59e | Médaille d'or     | Championnats de France de course en montagne                     | 12,5 km  | 14 mai 2023       | 1 h 4 min 20 s  |
| 9e  | 9e                | Championnats du monde de course en montagne - Montée et descente | 15,0 km  | 10 juin 2023      | 1 h 8 min 40 s  |
| 37e | Médaille d'argent | Skyrhune                                                         | 21 km    | 21 septembre 2024 | 2 h 16 min 48 s |
| 8e  | Médaille d'or     | VO2 Trail                                                        | 17,3 km  | 19 octobre 2024   | 1 h 19 min 19 s |
| 47e | Médaille d'or     | Championnats de France de trail court                            | 32,61 km | 13 juillet 2025   | 3 h 48 min 22 s |

## Records
| Épreuve       | Performance     | Date            | Lieu                  |
| ------------- | --------------- | --------------- | --------------------- |
| 1 500 mètres  | 4 min 30 s 87   | 26 juillet 2015 | Tomblaine             |
| 3 000 mètres  | 9 min 59 s 90   | 6 octobre 2013  | Laval                 |
| 5 000 mètres  | 16 min 25 s 04  | 10 juillet 2019 | Saint-Maur-des-Fossés |
| 10 kilomètres | 32 min 51 s     | 8 janvier 2023  | Nice                  |
| Semi-marathon | 1 h 14 min 25 s | 3 avril 2022    | Barcelone             |